# Cistanthe longiscapa
Cistanthe longiscapa är en källörtsväxtart som först beskrevs av Barnéoud, och fick sitt nu gällande namn av Carolin och M.A. Hershkovitz. Cistanthe longiscapa ingår i släktet Cistanthe och familjen källörtsväxter. Inga underarter finns listade i Catalogue of Life.